# Grote waterweegbree
De grote waterweegbree (Alisma plantago-aquatica) is een plant uit de waterweegbreefamilie (Alismataceae). Deze soort komt voor in de modder of het ondiepe water van sloten, meren en plassen. De plant wordt 20-100 cm hoog en heeft drie kroonbladeren. Het aantal chromosomen is 2n = 14.

## Kenmerken
De bloemen zijn bleekroze tot wit en hebben een doorsnede van 1 cm. Er zijn drie afgeronde kroonblaadjes, drie kelkblaadjes en zes meeldraden. De bloemen zijn geplaatst in kransen die een rechtopstaande pluim vormen. De grote waterweegbree bloeit van juni tot de herfst.
De bladeren zijn breed eirond tot lancetvormig en hebben een toegespitste top en afgeronde voet, die iets hartvormig kan zijn.
De plant heeft platte zaden die samen een ring vormen.

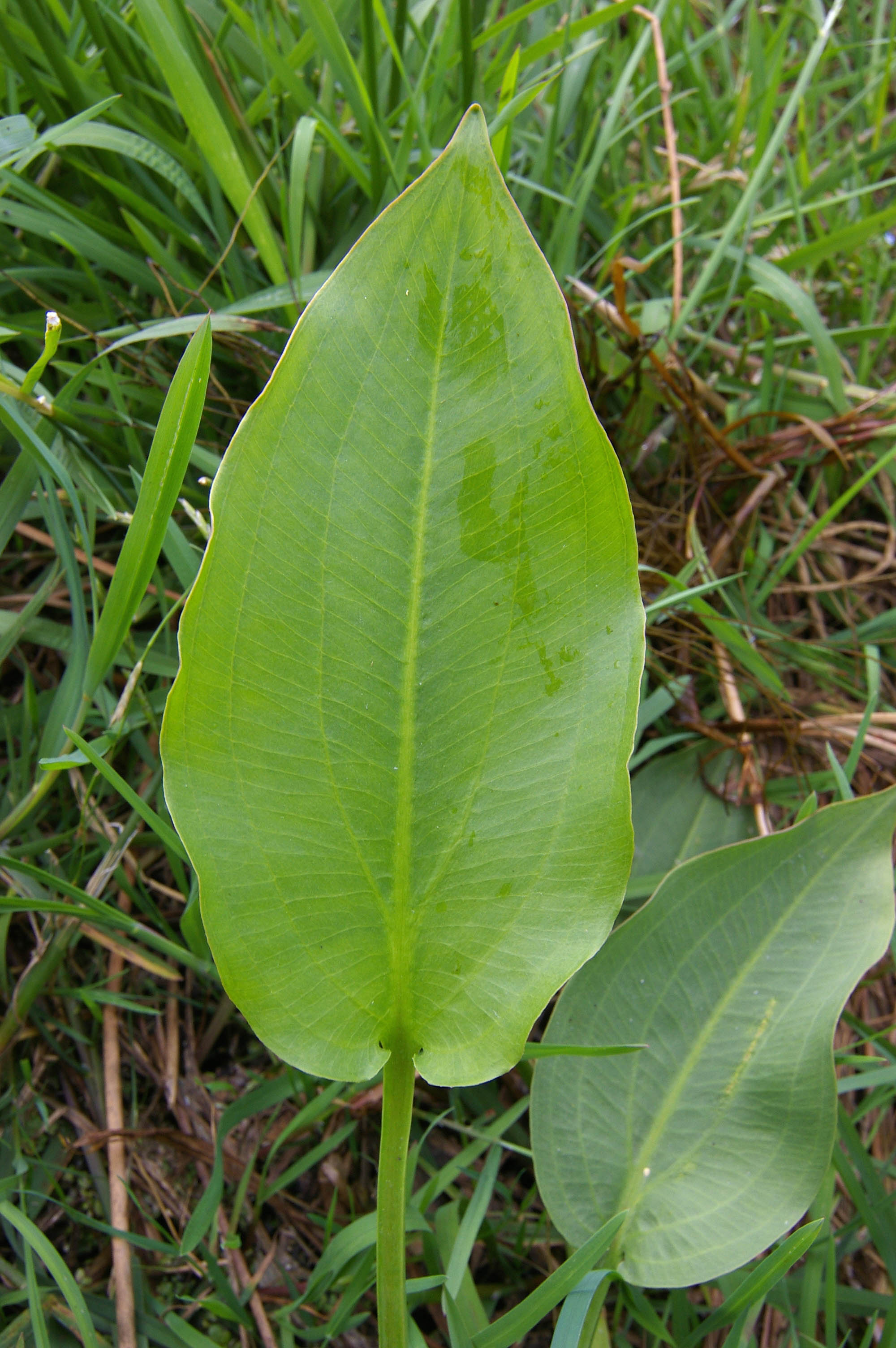
Blad
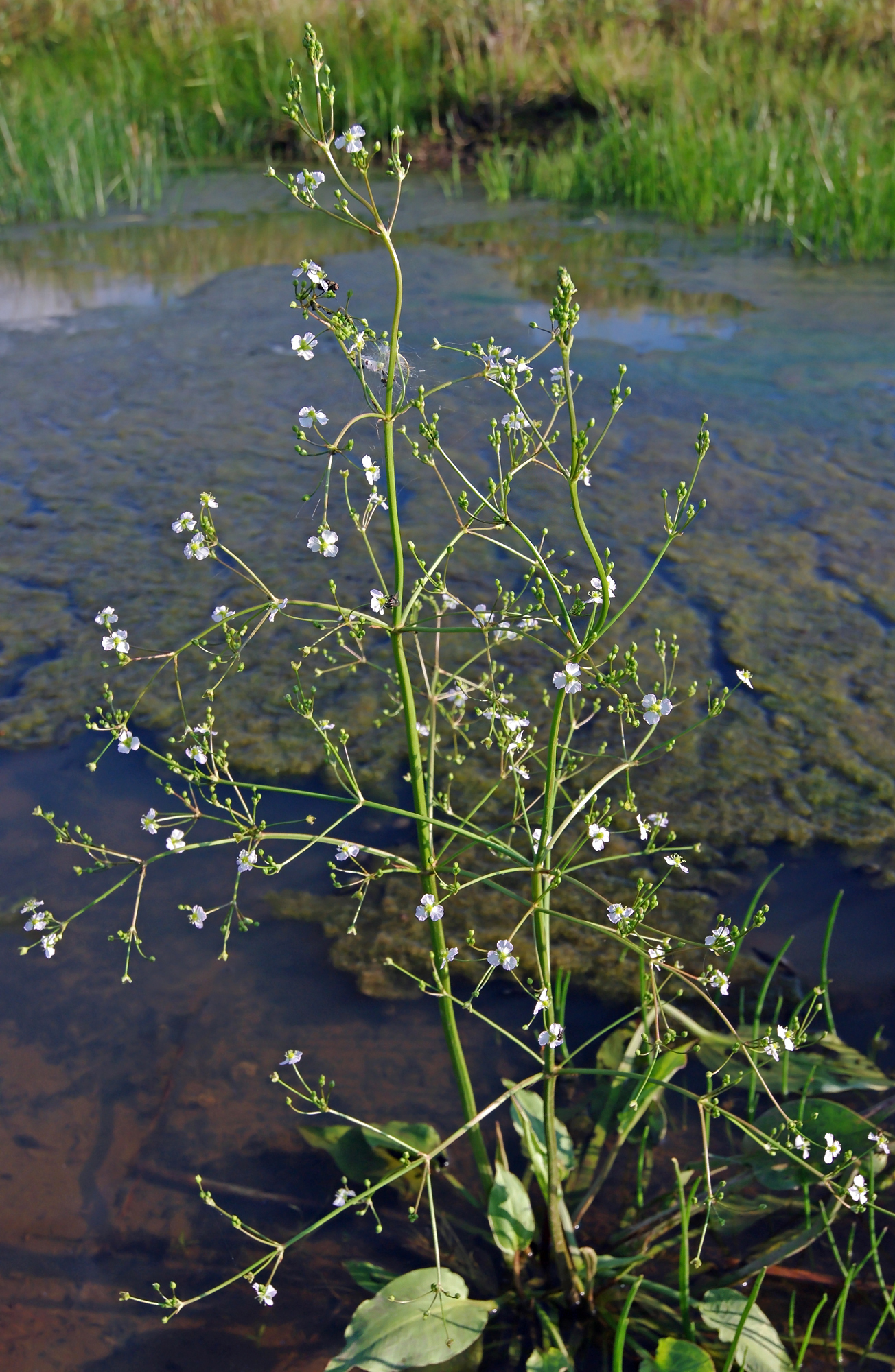
Bloeiwijze
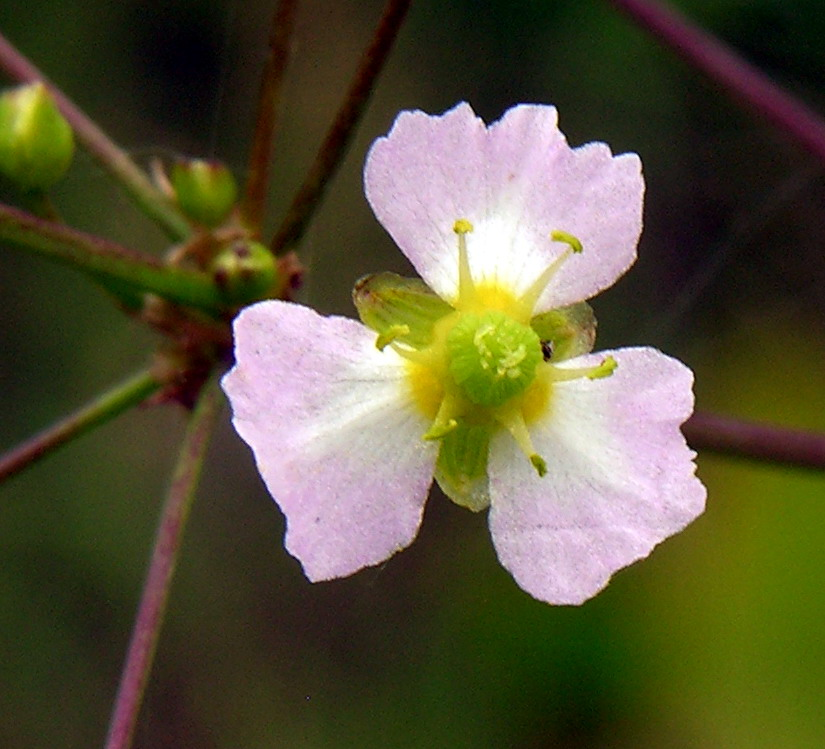
Bloem
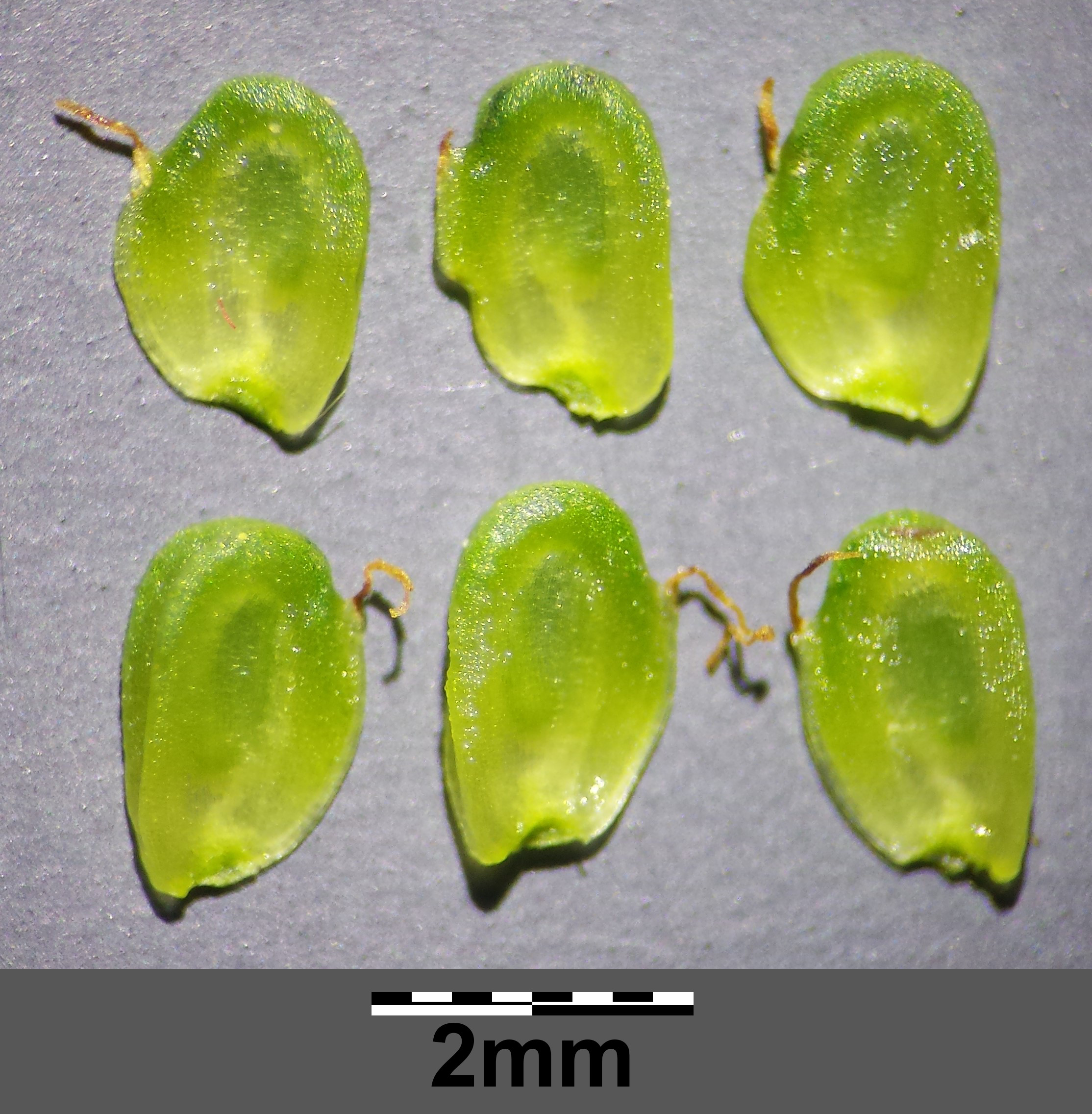
Vruchten